# Marko Đoković
Marko Đoković (serbisch-kyrillisch Марко Ђоковић, andere Transkription Marko Djokovic; * 20. August 1991 in Belgrad, Jugoslawien) ist ein ehemaliger serbischer Tennisspieler. Er ist der jüngere Bruder des mehrfachen Grand-Slam-Siegers Novak Đoković und der ältere von Đorđe Đoković, der auch Tennisprofi ist.

## Karriere
Marko Đoković spielt hauptsächlich auf der ATP Challenger Tour und der ITF Future Tour. Er feierte bislang einen Einzel- und einen Doppelsieg auf der Future Tour. Sein Debüt auf der ATP World Tour gab er im Juli 2007 bei den Studena Croatia Open in Umag, wo er in der Doppelkonkurrenz zusammen mit seinem Bruder Novak Đoković eine Wildcard erhielt und in der ersten Runde des Hauptfeldes gegen Mathieu Montcourt und Édouard Roger-Vasselin antrat. Sie verloren die Partie in zwei Sätzen mit 5:7 und 1:6. Ein Jahr später gab er auch im Einzelbewerb sein Debüt. Für das Turnier in Bangkok erhielt er eine Wildcard, verlor jedoch seine Erstrundenpartie gegen Jarkko Nieminen in zwei Sätzen. Den ersten Sieg feierte er im Mai 2009 beim ATP-Turnier in Belgrad, als er zusammen mit Darko Mađarovski in der ersten Runde überraschend das Duo Daniel Nestor und Nenad Zimonjić in drei Sätzen besiegte. Im Viertelfinale scheiterten sie letztlich an Johan Brunström und Jean-Julien Rojer in zwei Sätzen.
Sein letztes ATP-Turnier absolvierte er 2019. Zusammen mit seinem vorherigen Trainer Pepe Imaz gründete er eine Tennisschule in Marbella.